# محمدمهدی فقیهی
محمد مهدی فقیهی (متولد فروردین ۱۳۴۱ در مشهد)، پژوهشگر فقه و فلسفه است. وی در گذشته  سردبیر فصلنامه نقد و نظر  و موسس و سردبير روزنامه انتخاب بود.